# LotusScript
LotusScript es un lenguaje de programación interpretado o compilado utilizado por diversos productos de IBM como Lotus SmartSuite, Lotus 1-2-3, Lotus Approach, Freelance Graphics, Word Pro y Lotus Notes/Domino.
Su sintaxis es similar a la del lenguaje BASIC aunque con el tiempo ha evolucionado hasta la utilización de clases. Su popularidad se debe a la gran utilización en el desarrollo de aplicaciones en el cliente IBM Lotus Notes y el servidor IBM Lotus Domino.
Para desarrollar aplicaciones con LotusScript es necesario un IDE (ambiente de desarrollo integrado) o el LSX Toolkit proporcionado por IBM.
Las potencialidades del lenguaje pueden variar dependiendo del producto para el que se está desarrollando la aplicación o el script, siendo el producto el limitante final del lenguaje. Todo el poder de LotusScript se puede aprovechar en aplicaciones dirigidas a utilizarse en Lotus Notes/Domino.

## LotusScript para Lotus Notes/Domino
LotusScript es el lenguaje nativo más utilizado para el desarrollo de aplicaciones para Lotus Notes/Domino. A través de él es posible desarrollar aplicaciones tanto para el cliente Lotus Notes como para aplicaciones Web que residan en el servidor Domino. El lenguaje cuenta con 249 estructuras sintácticas, donde la mayoría de ellas son funciones, además de sentencias de control, de flujo y palabras reservadas.
LotusScript al igual que cualquier otro lenguaje moderno, permite la declaración de subrutinas, funciones y clases de usuario, además de las que ya vienen integradas en el motor de LotusScript para Lotus Notes/Domino. El conjunto de clases nativas que incluye el motor para Lotus Notes/Domino, está dividido en dos partes:
1. Clases que se ejecutan en el cliente Lotus Notes (foreground)
2. Clases que se ejecutan en el servidor Domino (background)

Todas las clases nativas de Lotus Notes/Domino tiene el prefijo Notes, por ejemplo: NotesSession, NotesDatabase, NotesDocument, NotesUIWorkspace, NotesUIView, etcétera
Para poder utilizarlas dentro de un programa solamente se necesita declararlas y posteriormente instanciarlas:
- Declaración: Private MiBaseDeDatos As NotesDatabase
- Instanciación: Set MiBaseDeDatos = New NotesDatabase (Servidor,"Base.nsf")